# Přísečno (Soběnov)
Přísečno (německy Pfaffendorf) je místní část obce Soběnov v okrese Český Krumlov. Leží v nadmořské výšce 546 metrů okolo místní komunikace, staré formanské cesty z Kaplice do Trhových Svinů. Název se odvozuje od slova priesečka, což znamenalo průsek lesem. Název osady je v historických dokumentech uváděn postupně jako Priesecze, Prziseczna a Přísečno.

## Historie
Roku 1354 patřila obec do majetku pánů z Michalovic (z Velešína). V roce 1387 přešla do majetku pánů z Rožmberka, kteří ji věnovali farnímu kostelu v Soběnově. Odtud pochází i německý název. Roku 1823 bylo v Přísečně 8 stavení. Roku 1855 uvádí Soběnovská farnost pro Přísečno 39 duší. V letech 1859 a 1862 je pak shodně uváděno 51 obyvatel. Do 20. století vstoupilo Přísečečno v roce 1901 s 36 obyvateli a 8 domy. Roku 1921 se uvádí 6 čísel popisných a 32 obyvatel. V roce 1982 zde bylo 7 obyvatel.

## Místopis
Hned za Přísečnem, v místě současného rybníčka bývala odbočka na cestu do Soběnova. Cesta stoupala přibližně podél potoka, ale zanikla v roce 1955 při rozorávání mezí. Dnes po ní lze nalézt stopu pouze v podobě více než dvoumetrového kamenného kříže z roku 1937, který stával na tomto rozcestí. Na téměř stejném místě bývala i odbočka na, také již neexistující, přímou cestu do Smrhova. Před čp. 3 je zvonička s kapličkou Nejsvětější Trojice z roku 1906. Roku 1942 byl zvon ze zvoničky zabaven pro válečné účely a od té doby je Přísečno bez zvonu.